# Igreja de Nossa Senhora do Rosário dos Homens Pretos (Ouro Preto)
A Igreja de Nossa Senhora do Rosário dos Homens Pretos, também conhecida simplesmente como Igreja de Nossa Senhora do Rosário, é um templo católico localizado em Ouro Preto, no estado brasileiro de Minas Gerais. Tombado pelo IPHAN, é um dos mais originais edifícios sacros do tempo do Brasil Colônia. 

## História
O templo foi fundado pela Irmandade de Nossa Senhora do Rosário dos Homens Pretos, que fora constituída em 1715. De início a Irmandade não tinha um local de culto próprio, e funcionava junto à Matriz de Nossa Senhora do Pilar. Um ano após sua fundação, os irmãos compraram uma capela no bairro do Kaquende, onde mantiveram suas devoções até 1733, ano em que o Santíssimo Sacramento, ali mantido enquanto a Matriz passava por reforma, funcionando neste período como Matriz, foi trasladado da primitiva capela do Rosário de volta para sua casa no Pilar. Para a passagem da procissão, uma suntuosa festividade que se tornou famosa na história local, chamada Triunfo Eucarístico, a Irmandade dos Pretos abriu uma rua, a atual rua Getúlio Vargas. Em troca deste favor, em 1753 foi dada a autorização para a construção de um templo mais imponente, e em 1761 a Câmara de Ouro Preto concedeu aos irmãos um grande terreno nas vizinhanças de sua capela.

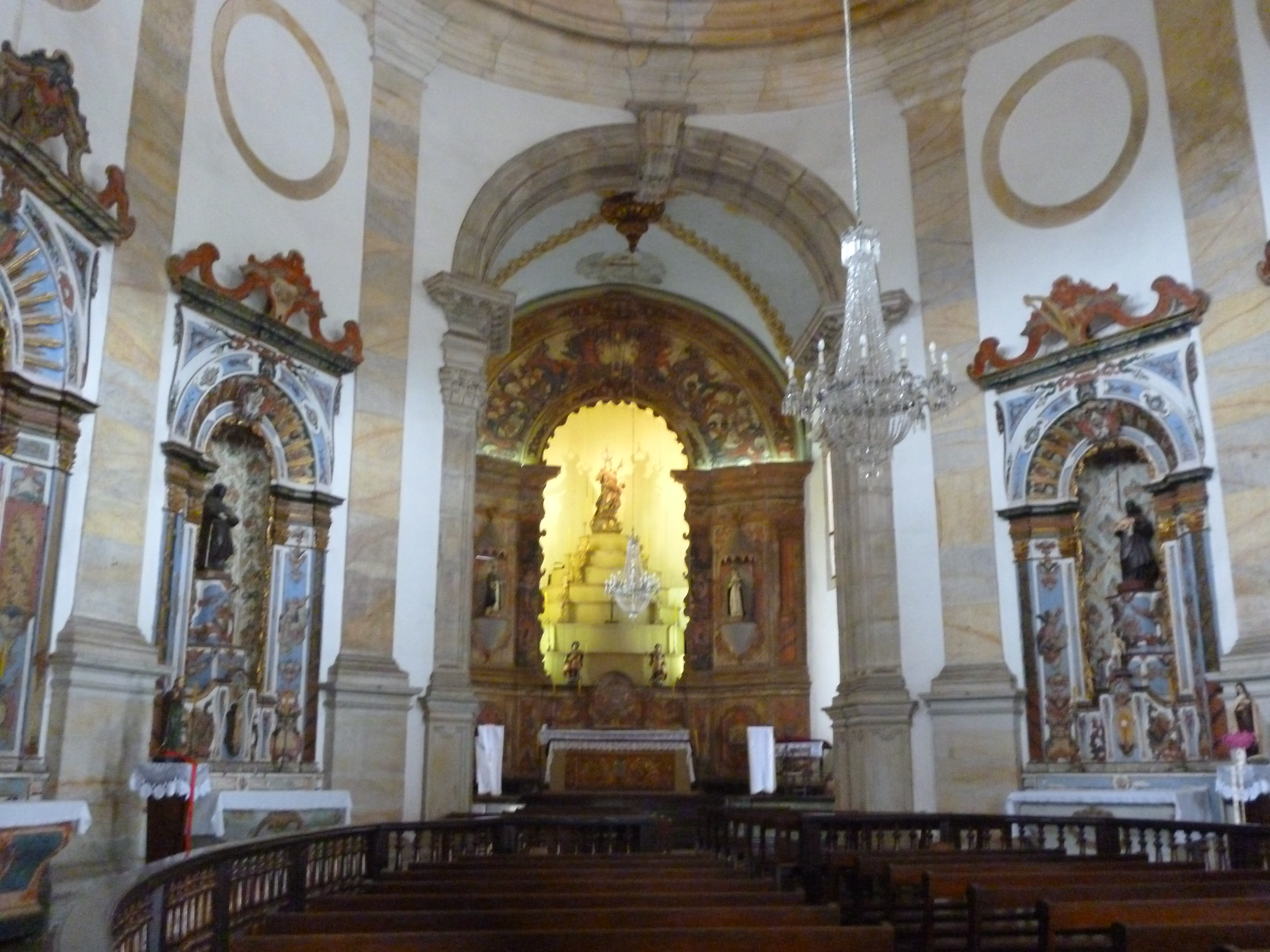
Vista da nave.

A partir do testemunho histórico de José Joaquim da Silva, atribui-se o projeto a Antônio Pereira de Sousa Calheiros, com os trabalhos encarregados ao mestre-de-obras José Pereira dos Santos, mas não há documentação segura a respeito e essas atribuições foram contestadas por estudos recentes. John Bury afirmou que já foram aventadas as hipóteses, a partir de bons argumentos, de o risco ter vindo de Portugal ou da Itália, e por algum tempo pensou-se em José Pereira Arouca, mas há evidências indicando que Manuel Francisco de Araújo esteve envolvido pelo menos em parte no planejamento, e pode efetivamente ter sido o autor do projeto integral que vemos hoje. No entanto, Bury também pondera que Araújo, conhecido mais como carpinteiro, provavelmente não tinha a qualificação necessária para conceber um projeto tão sofisticado e bem integrado como este. Em contrapartida, ele sugere que o projeto possa ser uma derivação de plantas criadas na Itália e região germânica por autores como Fischer von Erlach, Filippo Juvarra, Nicolau Nasoni e Carlo Andrea Rana.
Não se sabe exatamente quando a estrutura foi iniciada, provavelmente logo após o recebimento do terreno, em meados de 1762 já se encontrava em bom andamento, e há sinais de que algumas modificações no projeto original estavam sendo implementadas, trocando-se os óculos por portais. Um novo risco para a empena e o frontispício foi contratado em 1784 ao Araújo, com as obras arrematadas em 1785 por José Ribeiro de Carvalhais, que executou também as torres, terminando esta etapa em 1793.
Nesta altura a decoração interna já ia adiantada, tendo iniciado em 1784 com a execução de dois altares, obra de Manuel José Velasco. José Rodrigues da Silva construiu outros cinco entre 1790 e 1792, pintados e dourados por Manuel Ribeiro Rosa e José Gervásio de Sousa. Sousa também realizou a pintura da capela-mor entre 1798 e 1799, dos altares de Santo Antônio, São Benedito e Santa Ifigênia, e os painéis da sacristia entre 1792 e 1794.
O adro foi construído em 1820 por Manuel Antônio Viana e José Veloso Carmo. A Igreja só foi concluída entre 1822 e 1823, quando surgiram o coro, o tapavento e as portas para a capela-mor. No século XIX foram realizados diversos reparos. Outros foram executados pela antiga Inspetoria de Monumentos Nacionais na década de 1930, instalando além disso uma grade de ferro para fechar a galilé e 40 bancos de madeira na nave, projetados por José Wasth Rodrigues. O templo continua vinculado à Matriz do Pilar como uma das comunidades da paróquia da Matriz.

## Significado estético

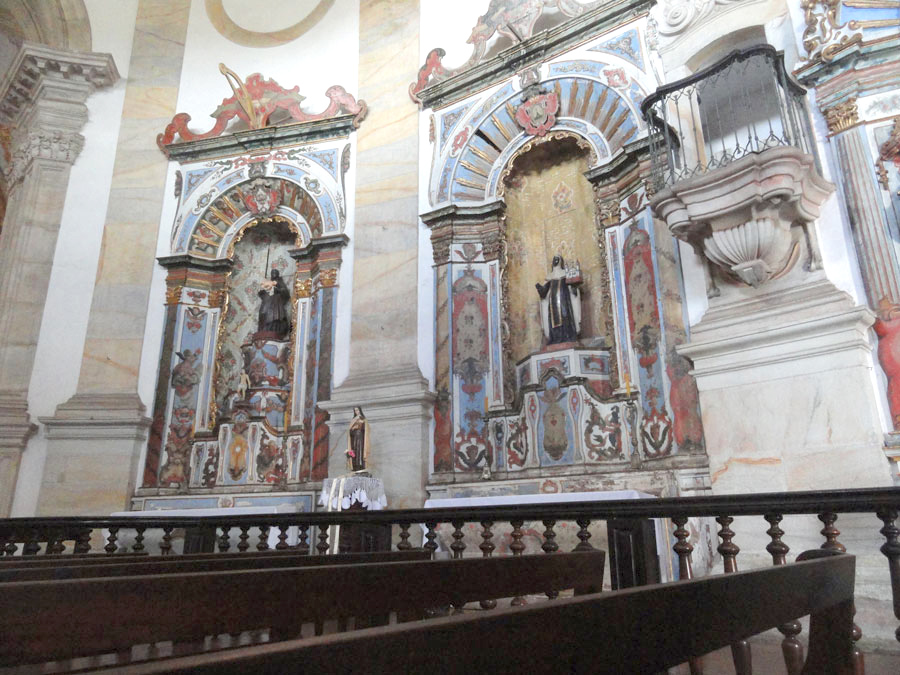
Vista dos altares laterais.

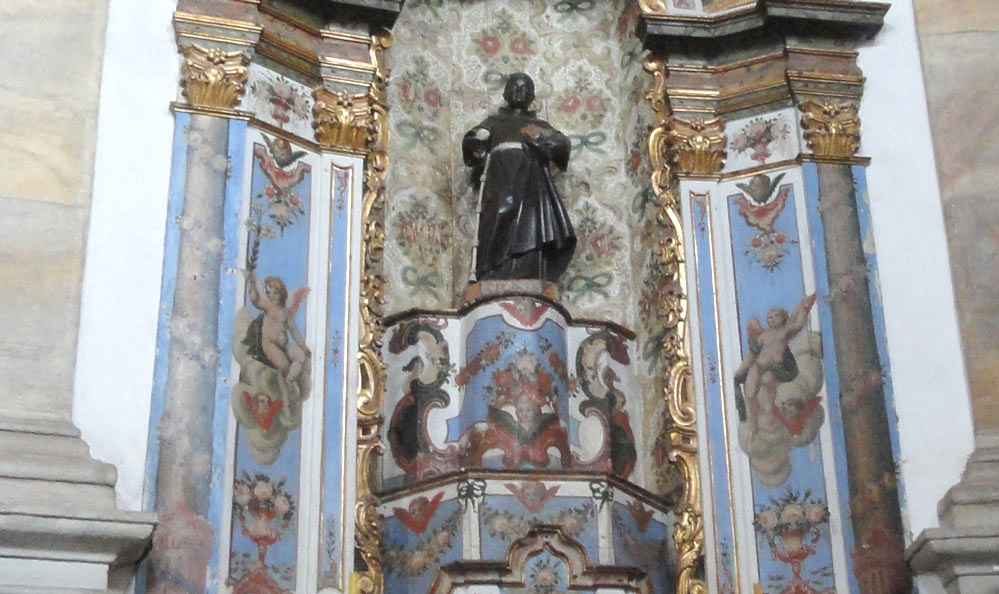
Detalhe de um dos altares laterais.

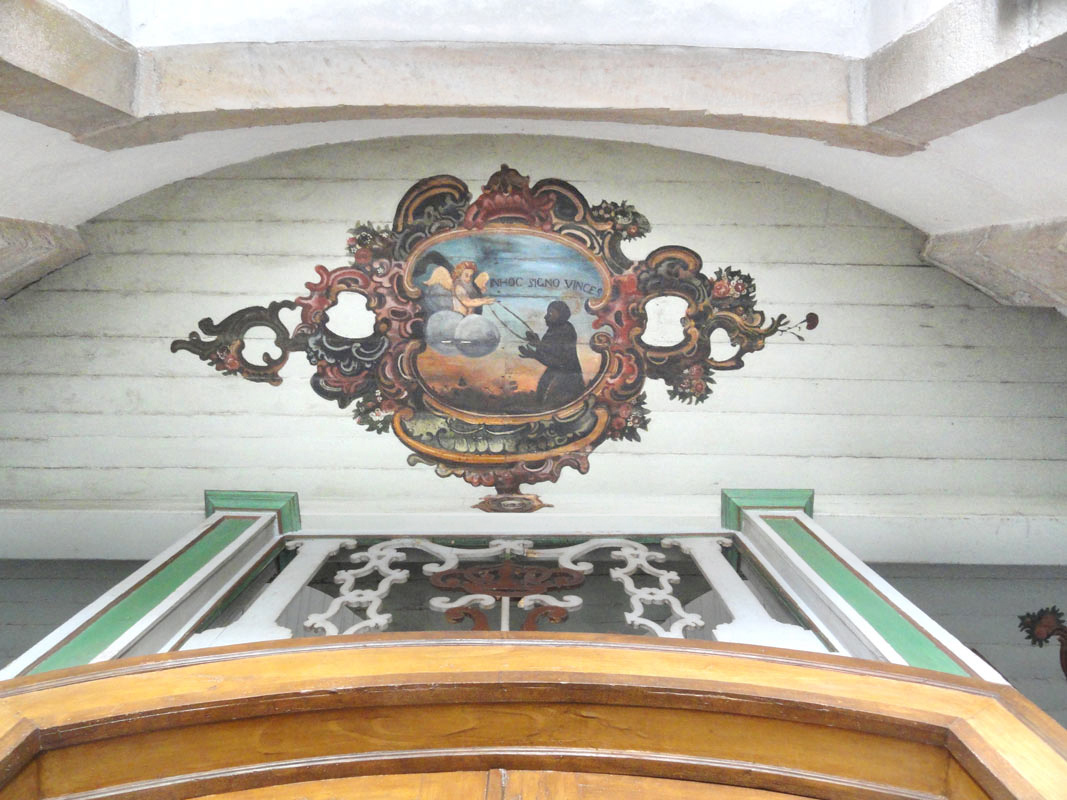
Teto do átrio

O edifício é tombado pelo Instituto do Patrimônio Histórico e Artístico Nacional, e em sua análise,
"A Igreja de Nossa Senhora do Rosário é considerada pelos especialistas como a expressão máxima do Barroco colonial mineiro. É composta por planta elíptica, com corredores em torno da capela-mor e sacristia quadrangular na extremidade. O frontispício cilíndrico apresenta três arcos no primeiro pavimento, três portas sacadas no segundo e, como coroamento um frontão trilobado. O uso da cantaria se manifesta nas arcadas, entablamento, frontão, consoles e coruchéis que, em contraste com o branco do frontão e da cimalha que arremata o entablamento, proporciona um efeito imponente ao frontispício.
"Segundo Paulo Ferreira Santos, a Igreja de Nossa Senhora do Rosário teria sofrido influência das igrejas de São Pedro dos Clérigos das cidades do Porto e Rio de Janeiro, como também da igreja de San Carlo alle Quattro Fontane, de Francesco Borromini. A cadeia de influências inclui ainda a Igreja de São Pedro dos Clérigos de Minas Gerais e São Francisco de Assis de Ouro Preto. Internamente, a monumentalidade é conferida pelos elementos arquitetônicos, como as pilastras toscanas que delimitam o espaço interno da nave. Já os altares, executados entre 1784 e 1792 por Manuel Velasco e José Rodrigues da Silva, são de uma simplicidade extrema".
Há certa controvérsia a respeito de seu estilo, sendo às vezes classificada como um edifício Rococó. John Bury, um grande estudioso da arte colonial brasileira, a considera um exemplar sui generis na arquitetura mineira, onde o Rococó veio a prevalecer, e comparando os estilos Rococó e Maneirista, disse:
"Mário de Andrade tentou classificá-la como uma igreja de transição. mas, na verdade, a importância e a excepcionalidade desse edifício deve ser justamente atribuída ao fato de não pertencer nem ao estilo Maneirista, nem ao Rococó e, muito menos, a um estilo de transição entre os dois. Ao contrário, constitui, sim, um monumento Barroco, representativo de uma breve fase da arquitetura mineira, até hoje pouco conhecida e alvo de muitas interpretações errôneas. [...]
"Embora não se tenha ainda dado a devida atenção ao significado estilístico desta igreja, é certo que Nossa Senhora do Rosário de Ouro Preto sempre foi reconhecida como monumento de importância capital. [...]
"Em São Pedro de Mariana e no Rosário de Ouro Preto [...] uma influência centro-europeia direta parece poder ser claramente detectada. Embora haja uma grande distãncia entre as proporções pesadas e a composição desgraciosa de São Pedro do Rio de Janeiro e a harmoniosa maturidade de Nossa Senhora do Rosário de Ouro Preto, estilisticamente essas duas igrejas, junto com São Pedro dos Clérigos de Mariana, constituem um espisódio barroco isolado na história da arquitetura no Brasil. Intimamente relacionado, se não diretamente derivado de fontes centro-europeias e italianas, trata-se de um episódio exótico, não apenas em relação ao Brasil, mas com todo o mundo lusitano, só encontrando paralelo na intervenção do toscano Nasoni na cidade do Porto".
Mesmo que o edifício tenha os traços do Barroco, os altares são tipicamente Rococó. A decoração interna é bastante simples mas eficiente, com altares construídos de pranchas de madeira quase despojadas de entalhes, com ornamentos providos através de pintura ilusionística. Os nichos são ocupados em sua maioria por santos associados à devoção negra, como Santo Antônio da Núbia e São Benedito, cujas imagens são atribuídas, sem certeza, ao padre Antônio Félix Lisboa, meio-irmão do Aleijadinho. Também são venerados Santa Ifigênia, padroeira dos escravos, e santos pouco conhecidos, como Santo Antônio de Catingeró. Há documentação que indica a confecção de cinco imagens de madeira por Manuel Dias da Silva e Sousa entre 1800 e 1801, mas não as identifica.